# Burt Reynolds
Burt Reynolds (rođen kao Burton Leon Reynolds jr.) (Lansing, Michigan, 11. veljače 1936. – 6. rujna 2018.), američki filmski glumac.
Iako je od djetinjstva sanjao o profesionalnoj sportskoj karijeri, ozljeda koljena i automobilska nesreća, natjerale su ga da se okrene nečem drugom na koledžu, kojeg uskoro napušta i odlazi u New York u potragu za kazališnim aranžmanima. Kako su mu bile dostupne samo male televizijske uloge, dvije se godine uzdržavao radeći kao perač posuđa,  izbacivač i kaskader.
Sreća mu se osmjehnula nakon predstave "Mister Roberts". Stizale su povremene uloge u serijama "Riverboat", "Gunsmoke", "Hawk" i "Dan August". Film "Deliverance" predstavio ga je kao ozbiljna glumca, a iste godine je postao seks simbol jer je bio prvi muškarac koji se nag slikao za "Cosmopolitan". Uslijedili su hitovi: "Hustle", "Smokey and the Bandit" i "Starting Over"".
Od 1963. – 65. bio je oženjen glumicom Judy Carne, a od 1988. – 93. s Loni Anderson. Još je bio u vezama s Sally Field i Dinah Shore.

## Vanjske poveznice
- Burt Reynolds u internetskoj bazi filmova IMDb-u (engl.)